# Bullion Stone

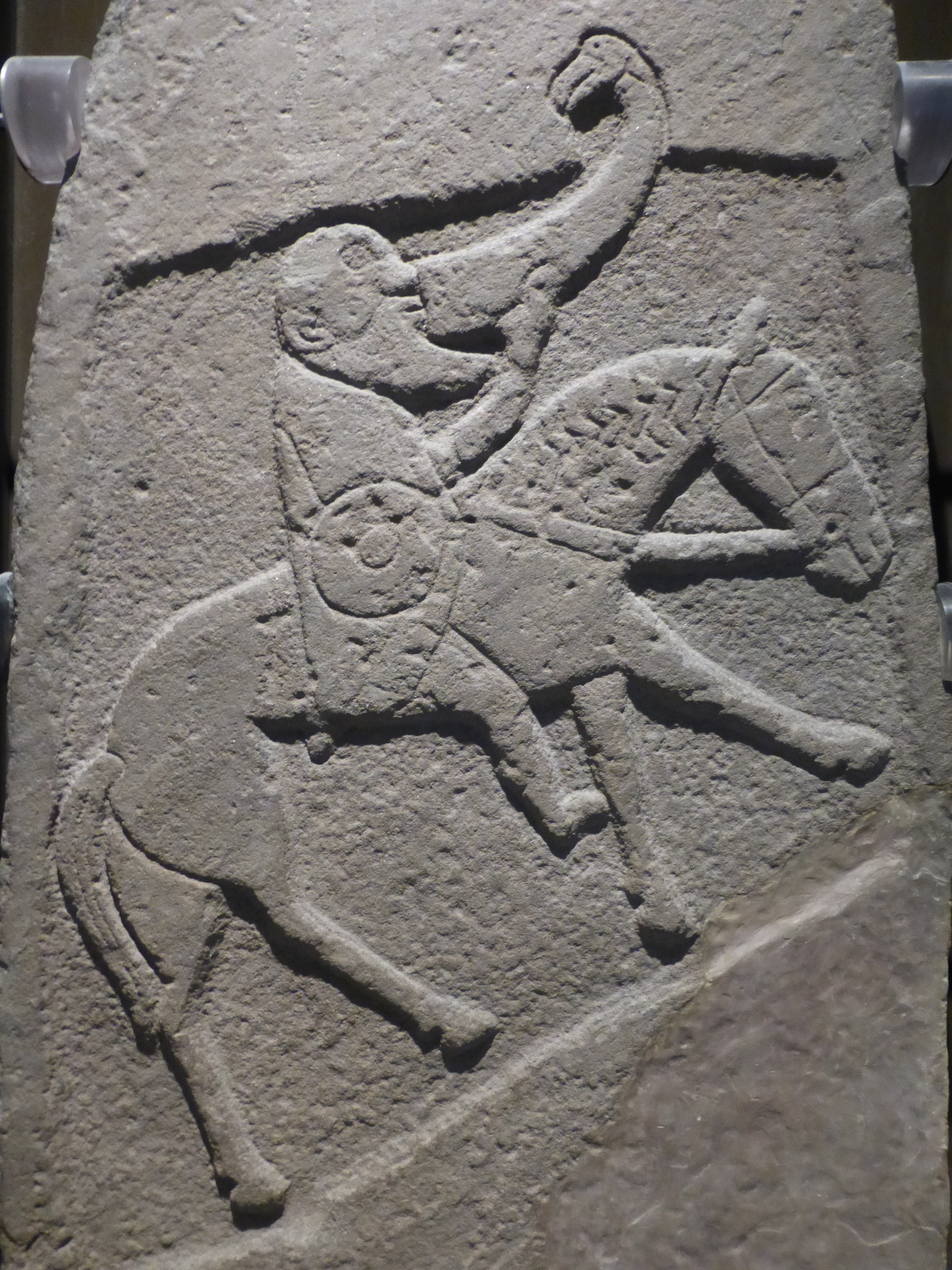
Bullion Stone

Der Bullion Stone ist ein spät datierter (Class III – 900–950 n. Chr.) piktischer Symbolstein, der eine ungewöhnliche Darstellung zeigt. Er wurde 1933 beim Bau einer Umgehungsstraße in Angus entdeckt und steht heute im Museum of Scotland in Edinburgh in Schottland. Er ist 1,9 m lang, 75 cm breit und 7,5 cm dick und besteht aus rotem Sandstein.
Das Bild auf dem Stein ist einzigartig unter den bisher entdeckten piktischen Steinen. Es zeigt einen kahlköpfigen, bärtigen Mann auf einem müden Pferd, der einen Schild trägt und aus einem sehr großen Trinkhorn mit einem Vogelkopfende trinkt. Das Hornende hat eine Parallele zu den etwa 1000 Jahre älteren Torrs Horns (ebenfalls im Museum) und einer Darstellung auf dem Wandsworth-Schild.